# Björn Floderus
Björn Gustaf Oscar Floderus (14 août 1867, Uppsala - 12 mai 1941, Stockholm) est un médecin  et botaniste suédois, spécialisé dans le genre  Salix (Saule). 

## Biographie
Bjorn Floderus est le fils de l'éducateur Manfred Mustafa Floderus (1832-1909).
À partir de 1885, il étudie la médecine à l'Université d'Uppsala, où, en 1897, il devient chargé de cours de chirurgie. En 1899, il déménage à Stockholm où il exerce comme chef de chirurgie à la clinique « Crown Princess Lovisa », pour les enfants . De 1899 à 1917, il est instructeur adjoint de chirurgie à l'Institut Karolinska.
En tant que botaniste, il se livre à des voyages d'études à Arkhangelsk et en Nouvelle-Zemble (1911), dans l'ouest du Groenland (1921), la rive nord de la péninsule de Kola (1923, 1927 ) ainsi qu'à la réalisation de nombreuses excursions botaniques à travers les pays nordiques. En Norvège, il étudie en profondeur les saules originaires de la côte arctique. Pendant deux de ses voyages, il explore la péninsule de Rybatchi.

## Travaux
- Bidrag jusqu'à kämmedomen om Salix Floran i Torne Lappmark , 1908.
- Studien in der der Biologie Skelettgewebe mit besonderer Berücksichtigung der der Pathogenese Histoiden Gelenkgewebsgeschwülste  1915 – Des études portant sur la biologie des tissus osseux en particulier à la pathogenèse des tumeurs des articulations.
- Salices Om Grönland , 1923[3].
- " Salix Flora of Kamtchatka", Almqvist & Wiksells, 1926[4].
- "Salicaceae Fennoscandicae", Stockholm: P.A. Norstedt, 1931 (avec Otto Rudolf Holmberg)[5].